# Barringtonia pauciflora
Barringtonia pauciflora är en tvåhjärtbladig växtart som beskrevs av George King. Barringtonia pauciflora ingår i släktet Barringtonia och familjen Lecythidaceae. Inga underarter finns listade i Catalogue of Life.